# Genista corsica
Genista corsica är en ärtväxtart som först beskrevs av Jean Loiseleur-Deslongchamps, och fick sitt nu gällande namn av Dc. Genista corsica ingår i släktet ginster, och familjen ärtväxter. Inga underarter finns listade i Catalogue of Life.

## Bildgalleri

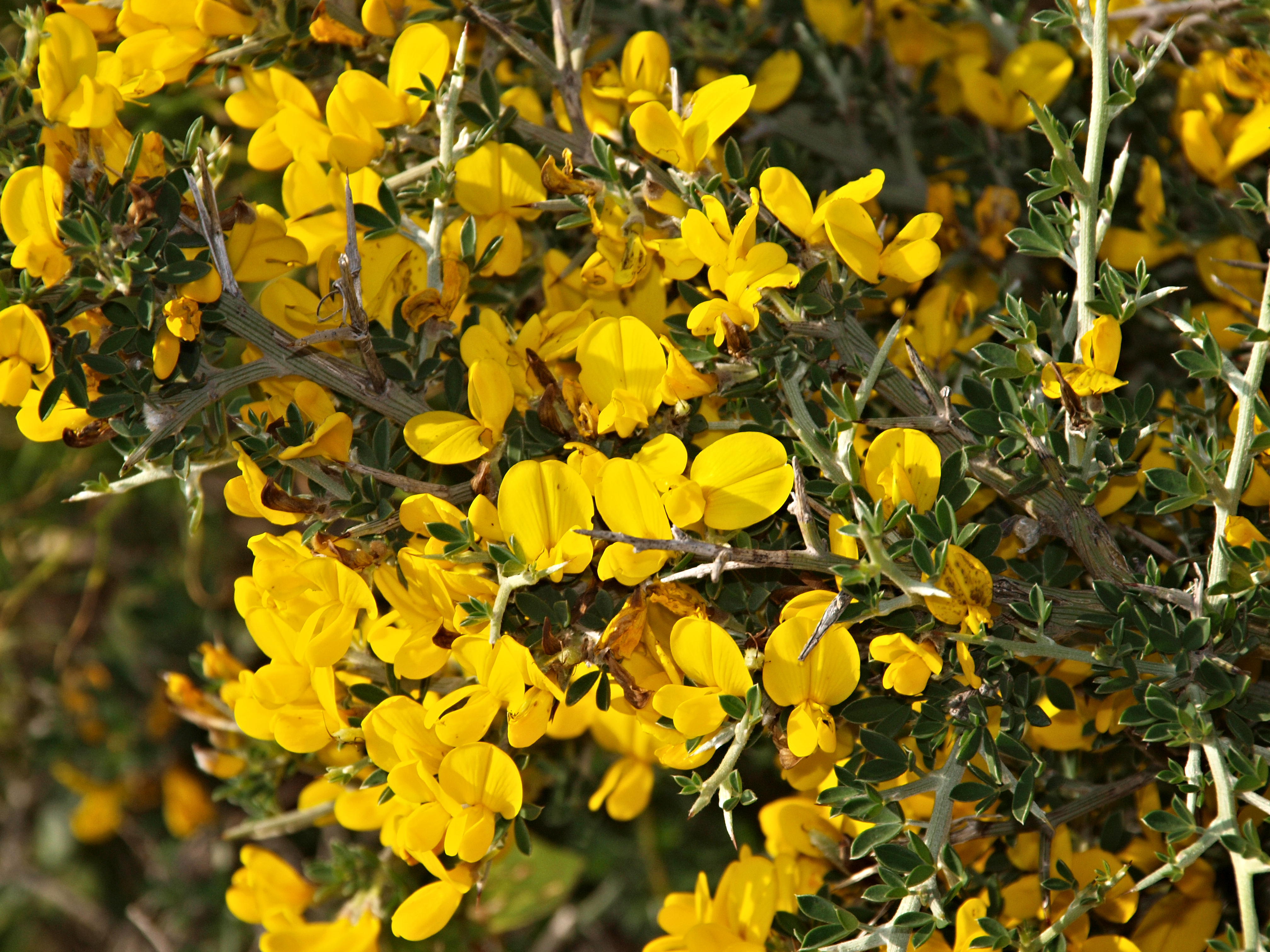
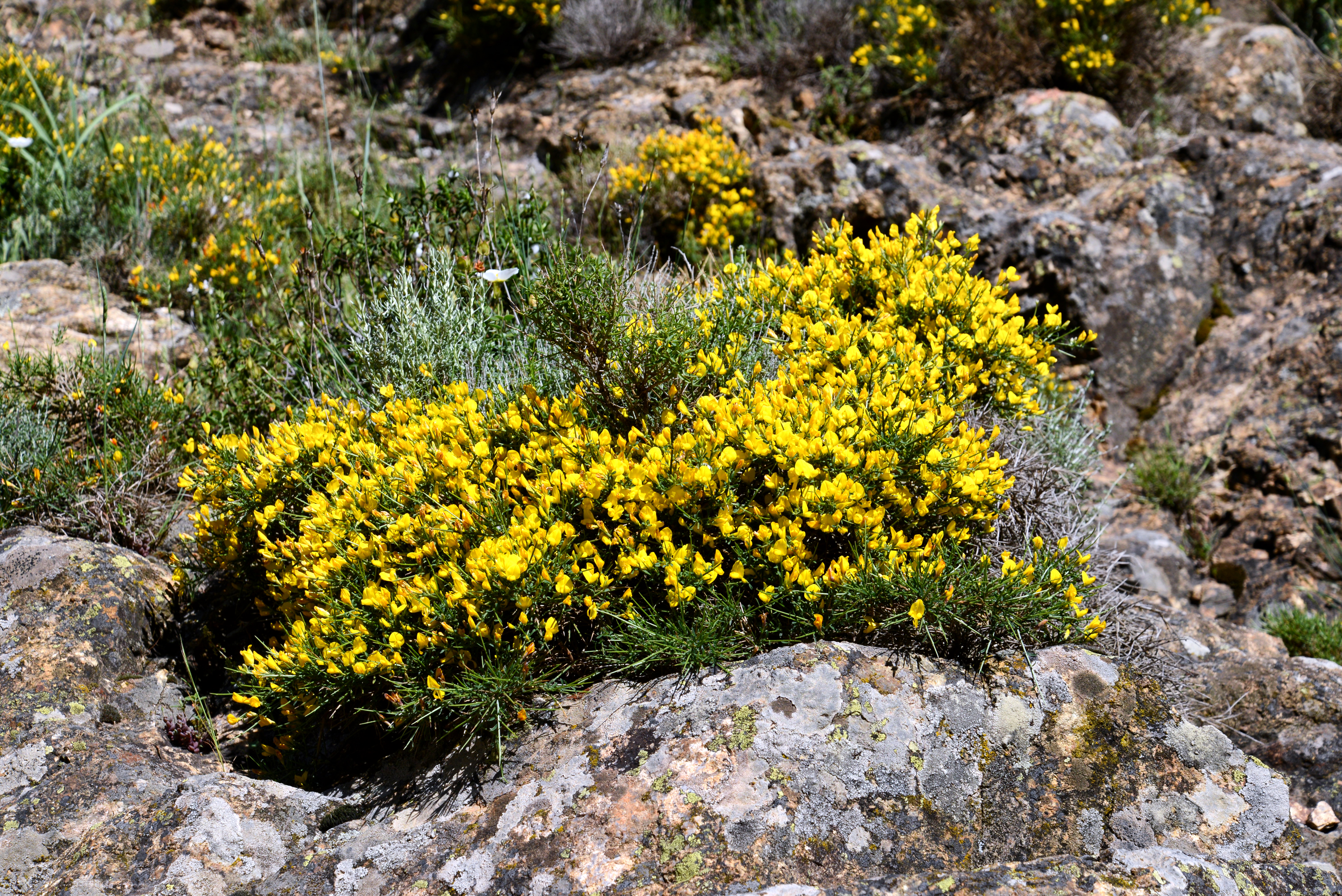
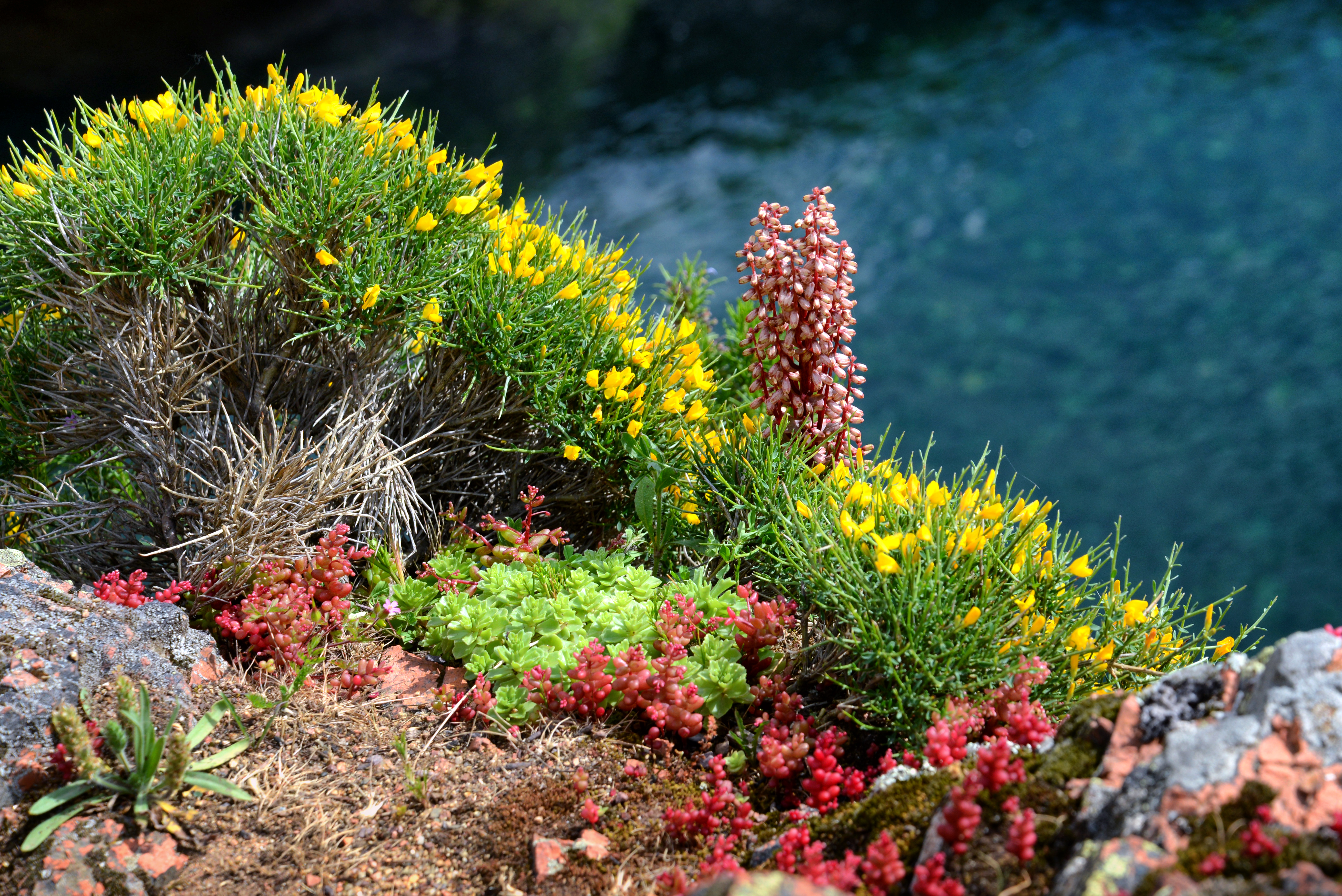
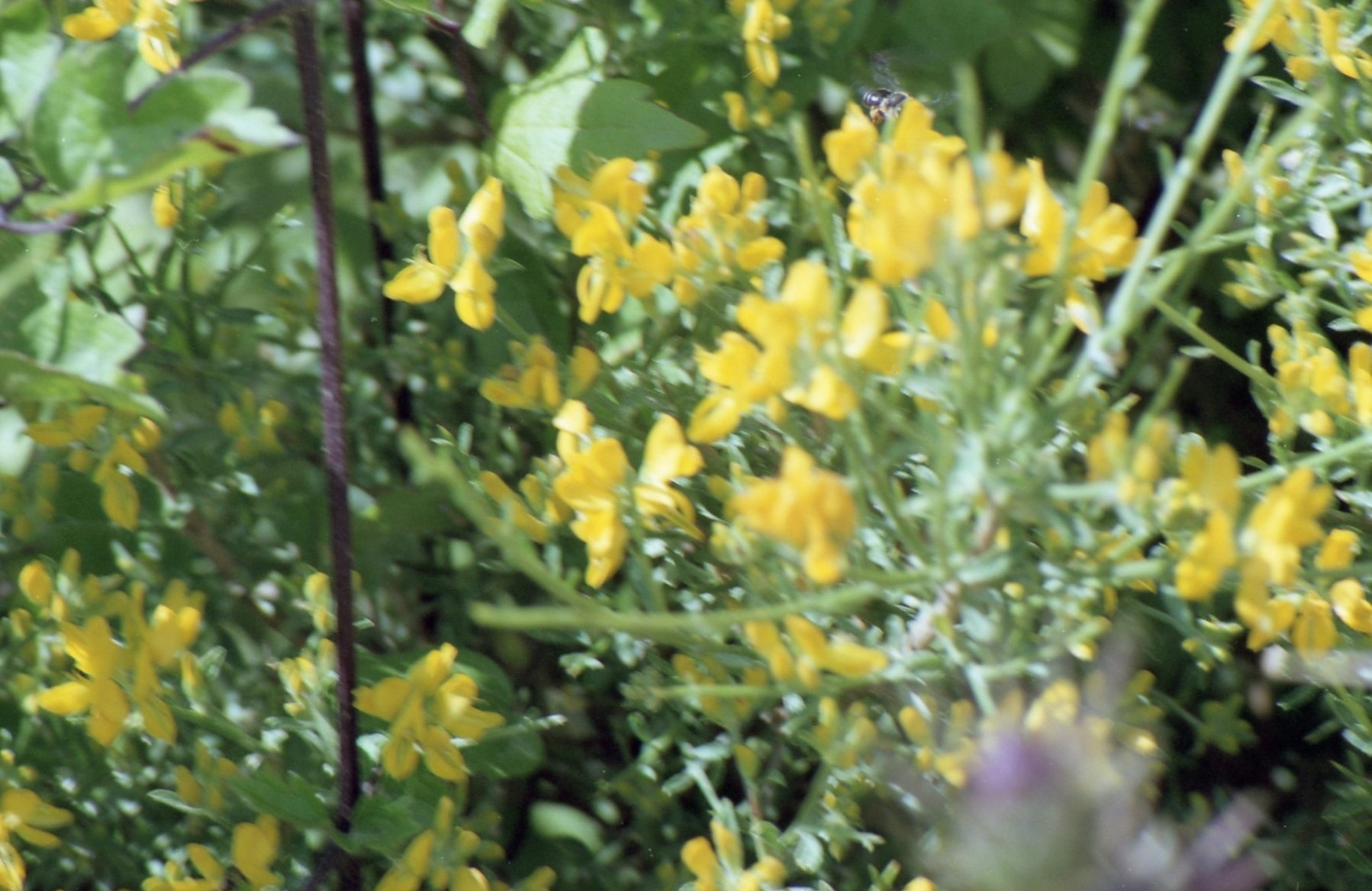